# Rhopaloceracris
Rhopaloceracris es un género de saltamontes de la subfamilia Coptacrinae, familia Acrididae. Este género se distribuye en Vietnam y el este de China.

## Especies
Las siguientes especies pertenecen al género Rhopaloceracris:
- Rhopaloceracris chapaensis Tinkham, 1940
- Rhopaloceracris chinensis Tinkham, 1940